# Вирий Орфит
Ви́рий Орфи́т (лат. Virius Orfitus) — римский политический деятель и сенатор второй половины III века.

## Биография
Орфит происходил из рода Вириев из Северной Италии. Вероятно, носил преномен Луций. По всей видимости, его родственниками были консул 230 года Луций Вирий Агрикола, консул 232 года Луций Вирий Луп Юлиан и консул 278 года Вирий Луп.
В 270 году Орфит занимал должность ординарного консула. Его коллегой по консульству был Флавий Антиохиан. В 273—274 году Вирий Орфит находился на посту префекта города Рима. Предположительно, около 250 года Орфит был консулом-суффектом. По другой версии, следует различать этого суффекта от консула 270 года, который, возможно, был его сыном.